# Диаграмма Эйлера

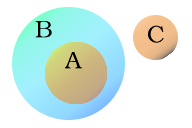
Пример кругов Эйлера. Буквами обозначены, например, свойства: — живое существо, — человек, — неживая вещь

Диагра́ммы Э́йлера (круги́ Э́йлера) — геометрическая схема, с помощью которой можно изобразить отношения между подмножествами, для наглядного представления. Первое их использование приписывают Леонарду Эйлеру. Используется в математике, логике, менеджменте и других прикладных направлениях.
Не следует их путать с диаграммами Эйлера — Венна.
Диаграммы Эйлера также называют кругами Эйлера. При этом «круги» — это условный термин, вместо кругов могут быть любые фигуры.
На диаграммах Эйлера множества изображаются кругами (или другими фигурами). Причём непересекающиеся множества изображены непересекающимися кругами, а подмножества изображены вложенными кругами. Например, диаграмма на рисунке показывает, что множество A является подмножеством B, а B не пересекается с C.

## История
При решении целого ряда задач Леонард Эйлер использовал идею изображения множеств с помощью кругов. Однако этим методом ещё до Эйлера пользовался выдающийся немецкий философ и математик Готфрид Вильгельм Лейбниц. Лейбниц использовал их для геометрической интерпретации логических связей между понятиями, но при этом всё же предпочитал использовать линейные схемы.
Но достаточно основательно развил этот метод сам Л. Эйлер. Методом кругов Эйлера пользовался и немецкий математик Эрнст Шрёдер в книге «Алгебра логики». Особенного расцвета графические методы достигли в сочинениях английского логика Джона Венна, подробно изложившего их в книге «Символическая логика», изданной в Лондоне в 1881 году. Венн предложил свою схему изображения отношения между множествами, которая теперь называется диаграммами Эйлера — Венна.
Первоначально круги Эйлера возникли на основе идей силлогистики Аристотеля. Диаграммы Венна были созданы для решения задач математической логики. Их основная идея разложения на конституенты возникла на основе алгебры логики.

## Связь диаграмм Эйлера и Венна

Пример получения произвольных кругов Эйлера из диаграмм Венна с пустыми (чёрными) множествами

22 (из 256) существенно различных диаграмм Венна с 3 кругами (сверху) и соответствующие им диаграммы Эйлера (снизу)

Диаграммы Эйлера — Венна в отличие от диаграмм Эйлера изображают все {\displaystyle 2^{n}} комбинаций {\displaystyle n} свойств, то есть конечную булеву алгебру. При {\displaystyle n=3} диаграмма Эйлера — Венна обычно изображается в виде трёх кругов с центрами в вершинах равностороннего треугольника и одинаковым радиусом, приблизительно равным длине стороны треугольника.
На рис. ниже даны диаграммы Венна и Эйлера для 3 множеств однозначных натуральных чисел:
- {\displaystyle A=\{1,\,2,\,5\}}
- {\displaystyle B=\{1,\,6\}}
- {\displaystyle C=\{4,\,7\}}

диаграмма Эйлера
диаграмма Венна

Иногда, если какая-то комбинация свойств соответствует пустому множеству, то эту комбинацию закрашивают.
На рисунке справа даны 22 существенно различных диаграмм Венна с 3 кругами (сверху) и соответствующие им диаграммы Эйлера (снизу).
Некоторые из диаграмм Эйлера не типичны, а некоторые даже эквивалентны диаграммам Венна. Черные области указывают на то, что в них нет элементов (пустые множества).

## Примеры
На рисунке внизу дана Диаграмма Эйлера, иллюстрирующая тот факт, что множество существ с 4 конечностями является подмножеством животных, которое не пересекается с множеством минералов.

Диаграмма Эйлера